# Pontus Fredricsson
Pontus Fredricsson, född 22 juli 1997 i Stockholm, är en svensk racerförare. Fredricsson tävlar för Fragus Motorsport i Porsche Carrera Cup Scandinavia och Team Virage i Ultimate Cup Series.

## Racingkarriär
| År   | Mästerskap                                          | Team                            | Bil                        | Totalplacering |
| ---- | --------------------------------------------------- | ------------------------------- | -------------------------- | -------------- |
| 2010 | MKR Series Sweden Formula Mini                      | 08 Karting                      | CRG                        | 12             |
| 2010 | Swedish Cup - Formula Mini                          | 08 Karting                      | CRG                        | 7              |
| 2011 | Juniorfestivalen - Formula Mini                     |                                 |                            | 3              |
| 2011 | MKR series Sweden Formula Mini                      | Södertälje KRC                  |                            | 2              |
| 2012 | Rotax Max Challenge Sweden - Junior                 |                                 |                            | 10             |
| 2012 | MKR Series Sweden - Rotax Max Junior                |                                 |                            | 8              |
| 2012 | Göteborgs Stora Pris - KF3                          |                                 |                            | 6              |
| 2012 | Swedish Championship - KF3                          |                                 |                            | 10             |
| 2013 | Formula Renault 1.6 NEZ                             |                                 |                            | 10             |
| 2013 | Formula Renault 1.6 NEC                             | Trackstar Racing                | Signatech FR1.6            | 8              |
| 2013 | Formula Renault 1.6 Sweden                          | Trackstar Racing                | Signatech (Renault K4MRS)  | 8              |
| 2014 | Formula Renault 1.6 NEC                             | Trackstar Racing                | Signatech FR1.6            | 4              |
| 2014 | Formula Renault 1.6 Sweden                          | Trackstar Racing                | Signatech FR1.6            | 14             |
| 2014 | Formula Renault 1.6 NEZ North European Championship |                                 |                            | 4              |
| 2015 | Formula Renault 2.0 Eurocup                         | Prizma Motorsport               | Renault FR 2.0-10          | -              |
| 2015 | Formula Renault 2.0 NEC                             | Prizma Motorsport               | Tatuus FR2.0/13            | 15             |
| 2016 | Porsche Carrera Cup Germany - Class A               | Fragus BR Motorsport            | Porsche 991 Cup            | -              |
| 2016 | Porsche Mobil 1 Supercup                            | PFI Racing                      | Porsche 911 GT3 Cup 991    | -              |
| 2016 | Porsche Carrera Cup Scandinavia                     | Ricknäs Motorsport              | Porsche 911 GT3 Cup 991    | 11             |
| 2017 | V de V Endurance Series - LMP3                      | Inter Europol Competition       | Ligier JS P3               | -              |
| 2017 | GT & Prototype Challenge - Division 2               | Inter Europol Competition       | Ligier JS P3               | -              |
| 2017 | Porsche Carrera Cup Scandinavia                     | Fragus Motorsport               | Porsche 911 GT3 Cup 991    | 6              |
| 2018 | Porsche Carrera Cup Scandinavia                     | Tornfrakt Racing                | Porsche 911 GT3 Cup 991-II | 4              |
| 2018 | V de V Endurance Series - LMP3                      | Inter Europol Competicion       | Ligier JSP3                | 5              |
| 2019 | Porsche Mobil 1 Supercup                            | Porsche Carrera Cup Scandinavia | Porsche 911 GT3 Cup 991-II | -              |
| 2019 | Porsche Carrera Cup Scandinavia                     | Fragus Motorsport               | Porsche 911 GT3 Cup 991-II | 3              |
| 2020 | Porsche Carrera Cup Scandinavia                     | Fragus Motorsport               | Porsche 911 GT3 Cup 991-II | 2              |
| 2020 | Porsche Mobil 1 Supercup Virtual Edition            | Fragus Motorsport               | Porsche 911 GT3 Cup        | -              |